# Drăgoiești-Luncă
Drăgoiești-Luncă – wieś w Rumunii, w okręgu Alba, w gminie Vidra. W 2011 roku liczyła 78 mieszkańców.